# Демечер
Демечер (мађ. Demecser) је град у североисточној Мађарској. Демечер је значајан град у оквиру жупаније Саболч-Сатмар-Берег.

## Географија

### Локација
Покрива површину од 36,99 km2 (14 sq mi) и има популацију од 4.205 људи (2015).
Место се налази у средишњем делу округа, у Реткезу, поред главног канала Лоња. Боржсова, одвојени део насеља од центра, удаљен је неколико километара јужније. Налази се скоро на истој удаљености од седишта округа Њређхазе и другог већег града у региону, Кишварде.
Од осталих важнијих насеља у региону, Кек 4 km, Гегењ 3 km, Домбрад 11 km, Беркесз 5 km и Секељ налазе се на удаљености од 6,5 километара.
Његови непосредни суседи су: Домбрад са севера, Гегењ са североистока, Беркес са истока-југоистока, Рамочахаза са југоистока, Секељ са југа, Њирбогдани са југозапада, Кек са запада и Ујдомбрад са северозапада. Мало му недостаје да се са северозапада граничи са Бестерецом.

## Становништво
Године 2001. 91% становништва насеља се изјаснило као Мађари, 9% Роми.
Током пописа из 2011. године, 89,9% становника се изјаснило као Мађари, 10,5% као Роми, а 0,2% као Украјинци (9,7% се није изјаснило; због двојног идентитета, укупан број може бити већи од 100%).
Верска дистрибуција је била следећа: римокатолици 36,7%, реформати 23,5%, гркокатолици 9,2%, неденоминациони 4% (22,2% није одговорило).

## Историја
Демечер се први пут помиње у писаним изворима 1333. године под именом Dewecher, али се касније име већ у модерној верзији налази као Демечер.
Данас познати извори јављају да је на месту настанка насеља подигнут храм у част Светог Ђорђа, а око 1330-1333. године у том крају је већ постојало рибарско село.